# Чистяков, Георгий Петрович
Гео́ргий Петро́вич Чистяко́в (4 августа 1953, Москва — 22 июня 2007, Москва) — священник Русской православной церкви, филолог, историк, правозащитник. Кандидат исторических наук.
Последователь протоиерея Александра Меня.

## Биография
В 1960 году поступил в московскую среднюю школу № 352, где увлёкся историческими науками.
Летом 1970 года поступил на исторический факультет Московского государственного университета, который окончил в июне 1975 году по специальности «древняя история». Владел латынью, древнегреческим, французским, итальянским и английским языками.
С 1975 по 1993 годы преподавал латинский, древнегреческий языки, введение в романистику и историю романских языков в Московском государственном лингвистическом университете.
В 1984 году защитил кандидатскую диссертацию: «Павсаний как исторический источник». Имел учёное звание доцента по кафедре классической филологии.
В 1986—1999 годах читал в Московском физико-техническом институте (МФТИ) курс лекций по Библии, истории христианства и истории богословской мысли, c 1988 года преподавал на кафедре истории культуры МФТИ, а в 1993—1999 годах заведовал этой кафедрой.
С 1991 по 2002 годы — профессор в Российском государственном гуманитарном университете, автор курса лекций «Священное Писание и литургическая литература», спецкурса «Методология историко-культурных исследований». Читал лекции в Московском государственном университете (курс «Психология религии»), Институте философии, теологии и истории святого Фомы в Москве (курс «Новый Завет»), центре «Сен-Жорж» (Париж), Министерстве образования Северной Ирландии, в университетах Страсбурга (Франция), Рима (Италия), Мюнстера и Гамбурга (Германия) и в США (университеты святого Фомы и «Нотр-Дам»), являлся лектором-консультантом в центре «Russia ecumenica» (Рим).
В 1991 году стал прихожанином храма Космы и Дамиана в Шубине, придя туда вскоре после открытия церкви. Прислуживал в алтаре. 7 декабря 1992 года патриархом Московским Алексием II рукоположён в сан диакона, с 25 ноября 1993 года — священник в храме Космы и Дамиана в Шубине с правом окормления детей в Российской детской клинической больнице. Являлся настоятелем открытого там весной 1994 года храма Покрова Богородицы, где, как правило, службы проходили по субботам.
По воспоминаниям его сына Петра: «Как только отец там стал служить, стали появляться какие-то люди, которые изъявляли желание что-то пожертвовать для храма <…> для его украшения. Но отец занял принципиальную позицию: он сказал, что утвари и икон будет по минимуму — только то, что необходимо для совершения богослужений, а все остальные средства мы будем тратить на больных детей. Потому что средств на лекарства катастрофически не хватало, а лекарства нужны были современные, поскольку РДКБ — это всегда очень тяжёлые случаи. Утварь была самая простая. Иконостас был сделан своими силами. Это было очень трогательно, потому что там висели иконы, написанные детьми, пациентами РДКБ. Отец всегда рассказывал о том, что многих из этих детей, увы, уже нет в живых».
В 1994—2000 активно работал в газете «Русская мысль» и на Христианском церковно-общественном радиоканале.
С июня 1999 года — заведующий залом религиозной литературы, затем директор Научно-исследовательского центра религиозной литературы и изданий русского зарубежья Всероссийской государственной библиотеки иностранной литературы.
В марте 2003 года подписал письмо против войны в Чечне, в котором деятели науки и культуры призывали российские власти остановить военный конфликт и перейти к переговорному процессу.
В последние годы много болел. Его состояние резко ухудшилось в конце марта 2007 года. Несмотря на это, по мере сил поддерживал контакты с друзьями и духовными чадами и, по его собственным словам, постоянно поминал их в молитвах. Скончался 22 июня. Погребён на Пятницком кладбище города Москвы возле алтаря церкви Симеона Персидского.

## Научные труды
Автор статей и переводов с древнегреческого и латинского (Плутарх, Полемон, Павсаний, Тит Ливий).
Председатель попечительского совета и преподаватель Общедоступного православного университета им. Александра Меня.
Автор восьми книг, учебного пособия по стилистике латинского языка, ряда учебных программ, более 200 научных и публицистических статей, переводов Плутарха, Полемона, Макиавелли с древнегреческого и итальянского языков.
Член правления и председатель комитета по научной и издательской деятельности Российского библейского общества; член Международной ассоциации исследований по изучению отцов церкви; член редакционных советов журналов «La Nuova Europa» (Милан) и «Истина и жизнь» (Москва), газеты «Русская мысль» (Париж), академического журнала «Вестник древней истории». Входил в Попечительский совет Программы «Линия жизни» британского благотворительного фонда Charities Aid Foundation (CAF — Russia).

## Характеристики личности
Настоятель храма святых Космы и Дамиана в Шубине, в котором служил о. Георгий, протоиерей Александр Борисов вспоминал о нём:

Это был замечательный человек блестящего ума и образования, блестящего знания классических и новых европейских языков. Человек высочайшего уровня культуры. И все это он отдал на служение Церкви. При всём блеске светского образования он был человеком глубоко верующим, прекрасно понимающим православное богослужение и богословие. При этом он имел огромное почтение к духовному измерению человеческой жизни. Главной его чертой было сочувствие к человеку. Потому так тянулись к нему люди. Вот почему сейчас сотни людей переживают эту утрату как глубоко личную потерю. Он действительно обладал даром сочувствия. Главным в его жизни было примирение и союз всех людей. В каждом человеке он видел образ Божий. Его дар сострадания, противостояния и сочувствия физической боли наиболее ярко проявился в его почти десятилетнем служении в детской республиканской больнице. Это был настоящий подвиг. Он исповедовал и причащал часто смертельно больных детей, хоронил их и умел утешать их родителей перед лицом такой смерти. Это был великий дар утешения.

По мнению настоятеля храма Покрова Пресвятой Богородицы в Филях протоиерея Бориса Михайлова,

отец Георгий исполнил всё, что только может желать священник. Сверх того, он оказался не в стороне от тех тяжелых церковных проблем, которые встали перед всеми нами в 90-е годы — в отличие от подавляющего, к сожалению, большинства священнослужителей града Москвы. Очень небольшая их часть восприняла адекватно все эти вызовы времени мужественно и жертвенно. Потому что мужественно высказывать свою точку зрения, которая заведомо отличается от точки зрения большей части церковного начальства — на это нужно было решиться. А отец Георгий и не представлял себе, что можно поступить иначе. Я хочу подчеркнуть, что он поступил как человек, внутренне о Господе, о Христе, свободный.

Директор Всероссийской государственной библиотеки иностранной литературы Екатерина Гениева сказала вскоре после его кончины, что о. Георгий

был очень раним… Но, безусловно, своё служение он ощущал, как призвание. Да, немощный, да, порой ему трудно было даже идти — но он ощущал себя именно на том месте, на котором он был. То есть сила была действительно в немощи. Он услышал Глас Божий, и он совершенно сознательно брал ответственность за ту дорогу, которая была ему предназначена.

Философ, культуролог Григорий Померанц:

В лице отца Георгия Чистякова смерть забрала одного из очень немногих духовных мыслителей, которые остались в нашей стране. Духовное пространство становится все более пустым. Он ушел слишком рано для мыслителя. Те годы, в которые судьба забрала его от нас, — для мыслителя только начало пути. Перед ним открывалась ещё большая дорога и по немногим книгам, которые он успел издать, мы должны угадывать то прекрасное, что он мог бы сделать.

## Труды
статьи
- Заседание памяти И. М. Тронского в МГПИИЯ им. М. Тореза // Вестник древней истории. 1978. — № 3.
- Плутарх. «О том, почему не следует делать долги»: исследование, перевод текста с древнегреческого языка // Вестник древней истории. 1979. — № 2.
- Плутарх. «Об удаче римлян»: исследование, перевод текста с древнегреческого языка / Г. П. Чистяков, Э. Г. Юнц // Вестник древней истории. 1979. — № 3.
- Плутарх. «Об удаче и доблести Александра Великого»: исследование, перевод текста с древнегреческого языка // Вестник древней истории. 1979. — № 4.
- Полемон Периэгет. Фрагменты: исследование, перевод текста с древнегреческого языка // Вестник древней истории. 1983. — № 3.
- Из истории эллинистической периэгезы // Тезисы докладов на Первой всесоюзной конференции «Античность как тип культуры».
- О трёх группах топографических текстов у Павсания // Античная балканистика. Карпатско-балканский регион в диахронии. М., 1984. — С. 51-52.
- К вопросу об интерпретации мифографических текстов логографов и периэгетов // Методологические и мировоззренческие проблемы истории античной и средневековой философии. Ч. 1. М., 1986. — С. 84-86.
- Из истории римской элегии // Десятая авторско-читательская конференция «Вестника древней истории» АН СССР. Тезисы докладов. М., 1987. — С. 154—156.
- О философских взглядах Горация // Историко-философские исследования (препринты докладов участников методологического семинара по проблемам истории философии при Совете молодых ученых Института философии АН СССР). М., 1987. — С. 2-9.
- Философская мысль в Риме эпохи принципата // Вопросы философии. 1987.
- Из истории римской элегии // Тезисы докладов Десятой авторско-читательской конференции «Вестника дневней истории» АН СССР. М., 1987. — С. 154—156.
- Классическая филология как компонент высшего гуманитарного образования // Сборник научных трудов Московского ордена Дружбы народов государственного института иностранных языков имени Мориса Тореза. М., 1989. Вып. 347. — С. 11-17.
- Евангелист Лука // Медицинская газета. 1991. 4 января. — № 1 (5174).
- Святой и его подвиг // Свободная мысль. 1992. — № 15. — С. 83-94.
- Эллинистический мусейон // Свободна мысль.1992. — № 15. — С. 83-94.
- О мифологии, авторе этой книге и ее вдохновителе // Рене Менар. Мифы в искусстве старом и новом. М., 1992. — С. 257—273.
- Полиглотты // Евангелие от Матфея на греческом, церковнославянском, латинском и русском языках с историко-текстологическими приложениями. М.: Гнозис, 1993. — С. 207—210.
- История печатных изданий латинского Нового Завета // Евангелие от Матфея на греческом, церковнославянском, латинском и русском языках с историко-текстологическими приложениями. М.: Гнозис, 1993. — С. 215—222.
- Цикл философских лекций отца Александра Меня // Литературно-художественный общественно-публицистический журнал. 1994. — № 1. — С. 102.
- Если хочешь встретить Христа: выступление на вечере памяти отца Александра Меня 13 сентября 1994 года // Черноголовская газета. 1994. — № 40 (179). 8 октября. — С. 2, 11.
- Ogni rito esprime la Bellezza // La Nuova Europa. 1994. — № 6. P. 23-32.
- Заметки о византийской литургии // Новая Европа: Международное обозрение культуры и религии: фонд «Христианская Россия», 1994. — № 5. — С. 51—56.
- По материалам «Круглых столов», проводившихся в ИВРАН // Мир Библии. 1994.- № 1 [2]. — С. 93-101 (выступление Г. П. Чистякова приводится по фонограмме круглого стола 28 ноября 1991 г.).
- Тяжела работа Господня // Святая Тереза Младенца Иисуса и Святого Лика. История одной души (специальный выпуск журнала «Feu et lumiere»). Paris-Москва, 1994. — С. 3-7.
- Вступительная статья // Аман Ив. Александр Мень: Свидетель своего времени. — М.: Рудомино, 1994.
- Славянская Библия как источник для будущего русского перевода: Выступление на конф. по переводу Библии. Москва, сент. 1992 г. // Мир Библии. 1995. — Вып. 3. — С. 104—109.
- Старушки моего детства // Русская мысль. 1995. 6-12 июля. — № 4085. — С. 11-12.
- Вера или идея // Русская мысль. 1995. 3-9 августа. — № 4089. — С. 17.
- Наследие христианского Запада и православный Восток // Русская мысль. 1995. 21-27 сентября. — № 4093. — С. 17; 28 сентября — 4 октября. — № 4094. — С. 17.
- Нисхождение во ад: Из «Записок московского священника» // Русская мысль. 1995. 5-11 октября. — № 4095. — С. 9.
- Православие: традиционная религия? // Русская мысль. 1995. 21-27 декабря. — № 4106. — С. 13.
- Вера наша — не холодное знание: Ответ моим обвинителям // Русская мысль. 1995. 21-27 декабря. — № 4106. — С. 9.
- Предисловие // Соловьев В. Смысл любви. М.: Путь, 1995. — С. 3-6.
- Над строками Нового Завета // Истина и жизнь. 1996. — № 2. — С. 19-23; № 4. — С. 15-21; № 5. — С. 23-31; № 7. — С. 17-25; № 8. — С. 17-23; № 9. — С. 19-27.
- Вера без дел мертва: интервью со священником Георгием Чистяковым // Московский комсомолец. 1996. 4 июля. — С. 4.
- Газета «Правда» против Патриарха Алексия II. Комментируют священники // Русская мысль. 1996. 5-10 января. — № 4107. — С. 8-9.
- Еще раз о славянском языке // Русская мысль. 1996. 8-14 февраля. — № 4112. — С. 13.
- Страх Божий. Что это значит? // Русская мысль. 1996. 29 февраля — 6 марта. — № 4115. — С. 16.
- Приход, община, таинства в приходском храме // Специальное приложение к газете Русская мысль № 4116. 1996. 14-20 марта. — С. III—IV.
- Блажен иже имет и разбиет // Русская мысль. 1996. 4-10 апреля. — № 4120. — С. 16.
- Пасхальная победа Иисуса и Гораций // Русская мысль. 1996. 11-17 апреля. — № 4121. — С. 16-17.
- По страницам российских публикаций: об Антихристе в Москве // Русская мысль. 1996. 18-24 апреля. — № 4122. — С. 6.
- День великой радости // Русская мысль. 1996. 30 мая — 5 июня. — № 4128. — С. 1, 20.
- Духовенство за Зюганова? // Русская мысль. 1996. 6-12 июня. — № 4129. — С. 6-7.
- Приход и община сегодня // Специальное приложение к газете Русская мысль № 4130. 1996. 13-19 июня. — С. II—III.
- После выборов: О чем мы должны задуматься? // Русская мысль. 1996. 20-26 июня. — № 4131. — С. 1, 7.
- Между первым и вторым туром // Русская мысль. 1996. 27 июня — 3 июля. — № 4132. — С. 1, 5.
- В основе коммунистической идеологии всегда лежит ненависть // Русская мысль. 1996. 4-10 июля. — № 4133. — С. 1, 3.
- Зачем переиздана эта книга? Писания архиепископа Никона могут только оттолкнуть людей от Церкви // Русская мысль. 1996. 1-7 августа. — № 4137. — С. 8.
- Дух, идеже хощет, дышит // Русская мысль. 1996. 29 августа — 4 сентября. — № 4138. — С. 17.
- Война глазами христианина: Опыт православного осмысления войны // Русская мысль. 1996. 29 августа — 4 сентября. — № 4138. — С. 8.
- Откуда эта злоба? // Русская мысль. 1996. 10-16 октября. — № 4144. — С. 8.
- Люди и книги: одиннадцать лет спустя // Русская мысль. 1996. 7-13 ноября. — № 4148. — С. 17.
- Открытое письмо священникам и мирянам, работающим на радиостанции и в газете «Радонеж» // Русская мысль. 1996. 7-13 ноября. — № 4148. — С. 7.
- Прикосновение к ранам // Церковно-общественный вестник № 3. Специальное приложение к газете Русская мысль № 4149. 1996. 14 ноября. — С. 1-2.
- Католики на Руси: вчера и сегодня // Церковно-общественный вестник № 3. Специальное приложение к газете Русская мысль № 4149. 1996. 14 ноября. — С. 8.
- Ангелы-хранители? Военно-промышленный комплекс и коммуно-патриоты ищут поддержки у Церкви // Церковно-общественный вестник № 4. Специальное приложение к газете Русская мысль № 4151. 1996. 28 ноября. — С. 1.
- 90 лет со дня рождения академика Д. С. Лихачева // Русская мысль. 1996. 5-11 декабря. — № 4152. — С. 9.
- С Новым годом! (Бес попутал) // Церковно-общественный вестник № 5. Специальное приложение к газете Русская мысль № 4153. 1996. 12 декабря. — С. 12.
- В городе солнечных старушек // Общая газета. 1997. 24-30 апреля. — № 16 (195). — С. 15.
- Это не теракт, а что-то во много раз более страшное // Русская мысль. 1996—1997. 26 декабря — 1 января. — № 4155. — С. 1, 3.
- Календарные страсти // Церковно-общественный вестник № 8. Специальное приложение к газете Русская мысль № 4159. 1997. 30 января. — С. 8.
- Церковное почитание царя и его семьи необходимо // Церковно-общественный вестник № 9. Специальное приложение к газете Русская мысль № 4161. 1997. 13 февраля. — С. 5.
- Петербургские заметки // Церковно-общественный вестник № 10. Специальное приложение к газете Русская мысль № 4163. 1997. 27 февраля. — С. 8.
- Души их во благих водворятся // Русская мысль. 1997. 27 марта — 2 апреля. — № 4167. — С. 16.
- Силуан Авернский. Защита лешего // Церковно-общественный вестник № 12. Специальное приложение к газете Русская мысль № 4167. 1997. 27 марта. — С. 10.
- Антиапостол // Церковно-общественный вестник № 13. Специальное приложение к газете Русская мысль № 4169. 1997. 10 апреля. — С. 11.
- Ея же ничтоже в мире нужнейше // Русская мысль. 1997. 17-23 апреля. — № 4170. — С. 15.
- Будущее уже наступило: Тайная Вечеря в Евангелиях // Церковно-общественный вестник № 14. Специальное приложение к газете Русская мысль № 4171. 1997. 24 апреля. — С. 8.
- Встреча, которая не состоялась / прот. Иоанн Свиридов, свящ. Георгий Чистяков // Церковно-общественный вестник № 18. Специальное приложение к газете Русская мысль № 4175. 1997. 19 июня. — С. 1.
- «Оба потрудились на славу, чтобы мы были людьми…»: Булат Окуджава и Лев Копелев // Специальное приложение к газете Русская мысль № 4180. 1997. 26 июня — 2 июля. С. IV.
- Антиправославный закон // Церковно-общественный вестник № 19. Специальное приложение к газете Русская мысль № 4181. 1997. 3 июля. — С. 3
- Христиане XXI века: В Париже закончились дни молодежи, в которых приняло участие более 1 млн юношей и девушек из всех стран мира // Церковно-общественный вестник № 22. Специальное приложение к газете Русская мысль № 4187. 1997. 4 сентября. — С. 10.
- Кончина матери Терезы // Русская мысль. 1997. 11-17 сентября. — № 4188. — С. 1, 6.
- История одной души // Русская мысль. 1997. 2-8 октября. — № 4191. — С. 20.
- «Я выбираю все…»: интервью с кардиналом Полем Пупаром, председателем Папского совета по культуре / вопросы: свящ. Георгий Чистяков // Русская мысль. 1997. 6-12 ноября. — № 4196. — С. 20.
- Transcendere // Русская мысль. 1997. 20-26 ноября. — № 4198. — С. 14.
- Путешествие души. (Семь лет назад умер Мераб Мамардашвили) // Русская мысль. 1997. 27 ноября — 3 декабря. № 4199. — С. 14.
- «Война у Вергилия страшнее, чем у Гомера…» // Русская мысль. 1997. 11-17 декабря. — № 4201. — С. 15.
- Памяти Ирины Михайловны Посновой // Русская мысль. 1997. 25-31 декабря. № 4203. — С. 7.
- Чего ожидает общество от Православной Церкви в России? // М.: Истина и жизнь, 1997. — С. 151—170 (текст радиовыступления на Христианском церковно-общественном канале в Москве).
  - Чего ожидает общество от Православной Церкви в России? // Миссия: альманах / ред., сост. О. Полюнов. — Саратов : Библейско-богословский просветительский центр, 2005. — 217 с. — С. 91-117
- Сергею Аверинцеву — 60 лет // Русская мысль. 1998. 08-14 января. — № 4204. — С. 16.
- Аббат Пьер — юродивый сегодня // Русская мысль. 1998. 15-21 января. — № 4205. — С. 19.
- Немое солнце Ада // Русская мысль. 1998. 05-11 февраля. — № 4208. — С. 14.
- «Щит лопнул, разлетелся на куски…»: Тема смерти в античности и Средневековье // Русская мысль. 1998. 19-25 февраля. — № 4210. — С. 20.
- Мы шли все выше (Purg. XV, 40) // Русская мысль. 1998. 26 февраля — 4 марта. — № 4211. — С. 14.
- Истоки и смысл рижских беспорядков // Русская мысль. 1998. 12-18 марта. — № 4213. — С. 1, 24.
- Ненависть как угроза // Русская мысль. 1998. 19-25 марта. — № 4214. — С. 19.
- «Я приехал сюда как друг»: Иоанн Павел II в Нигерии // Русская мысль. 1998. 26 марта — 1 апреля. — № 4215. — С. 6.
- Русская нота // Русская мысль. 1998. 2-8 апреля. — № 4216. — С. 11.
- Святыни церкви как общенациональное достояние // «Круглый стол» на тему «Музеи и музейные фонды России в период культурного кризиса: проблемы и перспективы хранения» в московской редакции «Русской мысли» / материал подготовил Михаил Ситников // Русская мысль. 1998. 2-8 апреля. — № 4216. — С. 18-19.
- Саров-16 // Русская мысль. 1998. 9-15 апреля. — № 4217. — С. 21.
- Крестный Путь: Размышления и молитвы Оливье Клемана, специально написанные для богослужения Великой Пятницы, совершенного в Колизее Его Святейшеством Папой Римским Иоанном Павлом II 10 апреля 1998 / пер. с франц. свящ. Георгия Чистякова и Наталии Мавлевич // Русская мысль. 1998. 23-29 апреля. — № 4219. — С. 20-21.
- «Дверь к Вергилию»: К 15-летию со дня кончины Сергея Ошерова // Русская мысль. 1998. 30 апреля — 6 мая. — № 4220. — С. 15.
- И встретил Иаков в пустыне Рахиль…: К 50-летию провозглашения Государства Израиль // Русская мысль. 1998. 7-13 мая. — № 4221. — С. 1, 5.
- Что будет завтра? // Русская мысль. 1998. 21-27 мая. — № 4223. — С. 1, 24.
- «Antonella, ti amo. Luigi» // Русская мысль. 1998. 21-27 мая. — № 4223. — С. 14.
- Уполномоченным по правам человека в России стал представитель коммунистической партии // Русская мысль. 1998. 28 мая — 3 июня. — № 4224. — С. 1, 24.
- Зеркало Евангелия: Новые открытия в старых храмах // Русская мысль. 1998. 28 мая — 3 июня. — № 4224. — С. 20.
- На языке любви // Русская мысль. 1998. 4-10 июня. — № 4225. — С. 5.
- Последний философ // Русская мысль. 1998. 4-10 июня. — № 4225. — С. 15.
- Далай-Лама об Иисусе // Русская мысль. 1998. 18-24 июня. — № 4227. — С. 21.
- Лоббизм как форма «законотворчества» в сегодняшней России: с Константином Боровым беседуют отец Георгий Чистяков и Михаил Ситников // Русская мысль. 1998. 9-15 июля. — № 4230. — С. 1, 6.
- Избавление от страха // Русская мысль. 1998. 9-15 июля. — № 4230. — С. 19.
- «На ниве труженица» // Русская мысль. 1998. 16-22 июля. — № 4231. — С. 11.
- Последний год // Русская мысль. 1998. 16-22 июля. — № 4231. — С. 21.
- Афины и Рим // Русская мысль. 1998. 30 июля — 5 августа. — № 4233. — С. 15.
- Пражская весна: К 30-летию вторжения войск варшавского пакта в Чехословакию // Русская мысль. 1998. 6-12 августа. — № 4234. — С. 11.
- Платон против поэзии // Русская мысль. 1998. 17-23 сентября. — № 4237. — С. 13.
- У подножия Парфенона // Русская мысль. 1998. 24-30 сентября. — № 4238. — С. 19.
- Поль Клодель // Русская мысль. 1998. 1-7 октября. — № 4239. — С. 19.
- «Пойдем же за наш народ» // Русская мысль. 1998. 8-14 октября. — № 4240. — С. 18.
- Псалмы Поля Клоделя // Русская мысль. 1998. 8-14 октября. — № 4240. — С. 19.
- «Язык обитателей Неба». О природе молчания // Русская мысль. 1998. 15-21 октября. — № 4241. — С. 18.
- «Море огромно, а браслет так мал» // Русская мысль. 1998. 5-11 ноября. — № 4244. — С. 13.
- Вера и разум // Русская мысль. 1998. 5-11 ноября. — № 4244. — С. 21.
- Немая музыка псалмов // Русская мысль. 1998. 12-18 ноября. — № 4245. — С. 20.
- Язычник или христианин? // Русская мысль. 1998. 19-25 ноября. — № 4246. — С. 14.
- Нам нужна свобода // Русская мысль. 1998. 26 ноября — 2 декабря. — № 4247. — С. 1-2.
- Умирание или эвтаназия? // Русская мысль. 1998. 3-9 декабря. — № 4248. — С. 19.
- Прочла ли Россия Солженицына? // Русская мысль. 1998. 10-16 декабря. — № 4249. — С. 1, 20.
- От маргинального юдофобства к партийному антисемитизму // Русская мысль. 1998. 24-30 декабря. — № 4251. — С. 1, 2.
- «Молитва необходима, чтобы, несмотря ни на что, остаться верной»: Сестра Тереза Бенедикта Креста (Эдит Штайн) — новая святая христианского Запада // Христианос. 1999. Вып. XIII. — С. 141—154.
- Богомладенчество // Русская мысль. 1999. 7-13 января. — № 4252. — С. 21.
- По книге и без: Молитвенный опыт в XX столетии // Русская мысль. 1999. 14-20 января. — № 4253. — С. 20.
- Внутренний эмигрант // Русская мысль. 1999. 21-27 января. — № 4254. — С. 13.
- Ленина с нами нет: 75 лет назад умер Владимир Ильич Ульянов // Русская мысль. 1999. 28 января — 3 февраля. — № 4255. — С. 1, 9.
- «I have a dream»: К 70-летию со дня рождения Мартина Лютера Кинга (1929—1968) // Русская мысль. 1999. 4-10 февраля. — № 4256. — С. 19.
- Песнь арфиста // Русская мысль. 1999. 25 февраля — 3 марта. — № 4259. — С. 12.
- Дальняя земля // Русская мысль. 1999. 04-10 марта. — № 4260. — С. 21.
- «Вера без дел мертва»: Каролина Кокс в Париже // Русская мысль. 1999. 11-17 марта. — № 4261. — С. 19.
- Бог сокровенный // Русская мысль. 1999. 18-24 марта. — № 4262. — С. 12.
- На пороге тайны // Русская мысль. 1999. 1-7 апреля. — № 4263. — С. 19.
- В небольшом городке в Приуралье… // Русская мысль. 1999. 22-28 апреля. — № 4266. — С. 9.
- Чтобы эта дорога стала моею… // Русская мысль. 1999. 29 апреля — 5 мая. — № 4267. — С. 12-13.
- О пасхальной радости // Русская мысль. 1999. 6-12 мая. — № 4268. С. 21.
- «Мыслить — значит видеть»: 20 мая исполняется 200 лет со дня рождения Оноре де Бальзака // Русская мысль. 1999. 20-26 мая. — № 4270. — С. 13.
- Пушкин и его переводчики // Русская мысль. 1999. 10-16 июня. — № 4273. С. 15.
- Встреча // Русская мысль. 1999. 17-23 июня. — № 4274. — С. 12-13.
- Бог-Художник и художник-человек // Русская мысль. 1999. 1-7 июля. — № 4276. — С. 18.
- Армянское христианство // Русская мысль. 1999. 15-21 июля. — № 4278. — С. 18.
- Репортаж из тюремного замка // Русская мысль. 1999. 29 июля — 4 августа. — № 4280. — С. 8.
- «Сибирские Афины» и их обитатели // Русская мысль. 1999. 5-11 августа. — № 4281. — С. 10.
- Архангельск — разрушенный и живой // Русская мысль. 1999. 2-8 сентября. — № 4282. — С. 14.
- Каргополь: храмы и люди // Русская мысль. 1999. 9-15 сентября. — № 4283. — С. 11.
- Хозяин десятки // Русская мысль. 1999. 23-29 сентября. — № 4285. — С. 11.
- Острова особого назначения (Соловки) // Русская мысль. 1999. 30 сентября — 6 октября. — № 4286. — С. 11.
- «Совесть — это основная память» // Русская мысль. 1999. 7-13 октября. — № 4287. — С. 15.
- Человек из библиотеки: 8 октября исполнилось 100 лет со дня рождения Хорхе Луиса Борхеса // Русская мысль. 1999. 14-20 октября. — № 4288. — С. 13.
- Волюнтарист Хрущев // Русская мысль. 1999. 21-27 октября. — № 4289. — С. 8.
- Самосжигающая пламенность // Русская мысль. 1999. 28 октября — 3 ноября. — № 4290. — С. 19.
- Мюнстерские колокола // Русская мысль. 1999. 18-24 ноября. — № 4293. — С. 20.
- «Господь хочет видеть людей счастливыми» // Русская мысль. 1999. 25 ноября — 1 декабря. — № 4294. — С. 20.
- «Встреча на границах» // Русская мысль. 1999. 2-8 декабря. — № 4295. — С. 9.
- «За други своя…» // Русская мысль. 1999. 16-22 декабря. — № 4297. — С. 9.
- «Вечная красота личности»: 18 декабря исполнилось 40 лет со дня кончины митрополита Владимира (Тихоницкого) // Русская мысль. 1999. 23-29 декабря. — № 4298. — С. 21.
- О. Сергий Булгаков как пастырь. Проблема богословия и пастырства // Богослов, философ, мыслитель [Текст] : юбилейные чтения, посвящ. 125-летию со дня рождения о. Сергия Булгакова (Москва, сентябрь 1996 г.). — М. : Дом-музей Марины Цветаевой, 1999. — 152 с. — С. 129—136
- Слово Божие и молитвослов в жизни прихода // Приход в Православной церкви: материалы международной богословской конференции. Москва, октябрь 1994 г. — М. : Изд-во Свято-Филаретовской МВПХШ, 2000. — 251 с. — С. 137—147
- Новые западные книги о Восточной традиции // Русская мысль. 2000. 6-12 января. — № 4299. — С. 20.
- Русские странницы (Е. Колышкина де Гук-Дохерти, А. Б. Дурова, И. Финдлоу) // Русская мысль. 2000. 13-19 января. — № 4300. — С. 21.
- На берегах Кубани // Русская мысль. 2000. 27 января — 2 февраля. — № 4302. — С. 12-13; 3-9 февраля. — № 4303. — С. 12.
- Не ослабевающие в усердии // Русская мысль. 2000. 10-16 февраля. — № 4304. — С. 6.
- Молитва Микеланджело // Русская мысль. 2000. 23-29 марта. — № 4310. — С. 18.
- Путешествие души (о Данте) // Русская мысль. 2000. 6-12 апреля. — № 4312. — С. 18.
- Дорога, ведущая к храму // Русская мысль. 2000. 13-19 апреля. — № 4313. — С. 6.
- «Почувствовать боль другого — это талант» // Русская мысль. 2000. 20-26 апреля. — № 4314. — С. 6.
- «Неся крест Свой…» // Русская мысль. 2000. 27 апреля — 3 мая. — № 4315. — С. 21.
- Россия, Латвия: вчера и сегодня. Семинар Свободного университета «Русской мысли» // Русская мысль. 2000. 27 апреля — 3 мая. — № 4315. — С. 7.
- Кучино — музей особого режима // Русская мысль. 2000. 1-17 мая. — № 4317. — С. 9.
- «Сила Моя в немощи совершается» (80 лет Папе Иоанну Павлу II) // Русская мысль. 2000. 18-24 мая. — № 4318. — С. 19.
- «Новый русский атеизм» // Русская мысль. 2000. 25-31 мая. — № 4319. — С. 21.
- «Убийство в храме. Репетиция». (Под таким названием в московском театре «У Никитских ворот» играется спектакль по пьесе Т. С. Элиота «Убийство в соборе», посвященный памяти отца Александра Меня) // Русская мысль. 2000. 8-14 июня. — № 4321. — С. 20.
- «Диалог продолжается…» // Русская мысль. 2000. 15-21 июня. — № 4322. — С. 20.
- «Красный» антисоветчик // Русская мысль. 2000. 22-28 июня. — № 4323. — С. 19.
- Православное образование — под контроль министерства? // Русская мысль. 2000. 29 июня — 5 июля. — № 4324. — С. 21.
- Михаил Горбачев — лауреат премии им. отца Александра Меня // Русская мысль. 2000. 6-12 июля. — № 4325. — С. 21.
- Эскизы к портрету и автопортрет Владимира Соловьева // Русская мысль. 2000. 20-26 июля. — № 4327. — С. 20.
- Как уврачевать церковный раскол на Украине? // Русская мысль. 2000. 27 июля — 2 августа. — № 4328. — С. 21.
- Две планеты сходятся в одну. VI конгресс Международного совета по изучению Центральной и Восточной Европы // Русская мысль. 2000. 3-9 августа. — № 4329. — С. 19.
- Приоритет — человек // Русская мысль. 2000. 31 августа — 6 сентября. — № 4330. — С. 7.
- Он трудится среди нас: 10 лет со дня мученической кончины протоиерея Александра Меня // Русская мысль. 2000. 7-13 сентября. — № 4331. — С. 1.
- «Польская неделя» в Иркутске / Виталий Камышев, свящ. Георгий Чистяков // Русская мысль. 2000. 21-27 сентября. — № 4333. — С. 21.
- «Момент истины» для вселенского православия. После Поместного собора УАПЦ // Русская мысль. 2000. 28 сентября — 4 октября. — № 4334. — С. 21.
- «Я изучил науку расставанья…»: Еще раз о Мандельштаме и античности // Русская мысль. 2000. — 12-18 октября. — № 4336. — С. 13; 19-25 октября. — № 4337. — С. 13.
- Не заглушая в себе совести. Памяти Д. С. Лихачева // Русская мысль. 2000. 19-25 октября. — № 4337. — С. 19.
- Таскать книгу в заплечной сумке…: Размышления после ярмарки // Русская мысль. 2000. 26 октября — 1 ноября. — № 4338. — С. 14.
- «Плащаницею чистою обвив…»: 22 октября в Турине завершилась продолжавшаяся два месяца демонстрация Святой Плащаницы, во время которой ей поклонились миллионы паломников из всех стран мира, в том числе и из России // Русская мысль. 2000. 2-8 ноября. — № 4339. — С. 19.
- Патриарх Варфоломей в Эстонии: Сознательное обострение межцерковного конфликта? / Сергей Чапнин. Наш комментарий / свящ. Георгий Чистяков // Русская мысль. 2000. 9-15 ноября. — № 4340. — С. 21.
- Книги Ветхого и Нового Завета и святоотеческие тексты в программе светского вуза // Проблемы преподавания и современное состояние религиоведения в России. Материалы конференции, Москва, 2-3 декабря 1999 года. М.: Рудомино, 2000. — С. 31-40.
- Вступительная статья // Владимир (Тихоницкий), митрополит. Духовные зернышки (Мысли и советы Святителя Божия). — М.: Рудомино, 2000.
- Konfessionsloses Christentum in Russland // Ost-West. Europäische Perspektiven. Jahrgang 2000, Heft 4. — P. 276—285. (Deutsch von Thomas Bremer).
- «Се возвещаю вам радость великую…» // «За науку» (газета МФТИ). 2001. 5 января.
- Рауль Валленберг. Постскриптум. Резюме «Отчета о работе шведской рабочей группы по делу Р. Валленберга» // Вестник Европы. 2001. — № 1. С.
- Макиавелли Н. Слово увещательное к покаянию (Пер. и коммент. Г. П. Чистякова) // Вестник Европы. 2001. — № 2. — С. 161—165.
- Комментарий к докладу Евгении Смагиной // Россия и гнозис: материалы VII научной конференции. Москва, ВГИБЛ 10-11 апреля 2001 года. — М. : Рудомино, 2002. — 126 с. — С. 11-16
- «Четвёртая книга Моисеева. Числа» // Истина и Жизнь. 2002. — № 1. — С. 20-25; № 2. — С. 18-23; № 3. — С. 26-29.
- Заметки о сути религиозности и мире между исповеданиями // Проблемы преподавания и современное состояние религиоведения в России: материалы конференций (Москва, 2000—2001). — М., 2002. — С. 65-72.
- Православие: день сегодняшний и духовная традиция // Вестник Европы. 2002. — № 5.
- Сладкая каторга // Нева. 2002. — № 11.
- Мученичество как феномен // Вестник Европы. 2002. — № 6. — С. 192—197.
- Послесловие // Бонгард-Левин Г. М. Из «Русской мысли» / послесл. свящ. Георгия Чистякова. СПб., Алетейя, 2002.
- Les relation œcuménique Moscou/Rome // Les Assomptionnistes et la Russie (1903—2003). Actes du Colloque d’ Histoire. Rome, 20-22 novembre 2003. — P. 215—224.
- Носитель Света Христова // Христианос. Вып. XII. Рига, 2003. — С. 373—378.
- Аман И. Отец Александр Мень: «Люди ждут Слова» / послесл. свящ. Георгия Чистякова. М., 2003. — С. 155—177.
- Проблемы самоопределения православного сознания // Религия и идентичность в России. М.: Восточная литература, 2003. С. 68-81.
- Римские каникулы // Вестник Европы. 2003. Т. X. — С. 224—235.
- Римские заметки. М.: Рудомино, 2003. — 160 c.
- предисловие // Клодель П. Капля божественного меда / . свящ. Георгия Чистякова. М., 2003.
- Его имя навсегда вписано в историю нашей духовной культуры // In memoriam: Сергей Аверинцев. М.: ИНИОН, 2004. — С. 86-87. (Ранее опубликовано в: Независимая газета. 2004. 23 марта).
- Die Wolga // Ost-West. Europäische Perspektiven. 5. Jahrgang 2004, Heft 3. S. 234—240. (Deutsch von Thomas Bremer).
- Предисловие // Парфентьев П. Эхо Благой вести: Христианские мотивы в творчестве Д. Р. Р. Толкина / пред. свящ. Георгия Чистякова. СПб., 2004. — С. 10-11.
- Памяти Сергея Аверинцева // Вестник Европы. 2004. — № 11. — С. 262—263.
- «Он ушел, чтобы оставить нас со Христом один на один» (слово об отце Александре Мене в день его рождения) // Христианос. 2004. Вып. XIII. — С. 155—158.
- Бога никто выдумать не может // Континент: литературный, публицистический и религиозный журнал. — 2004. — № 1 (119). — С. 346—352
  - Бога никто выдумать не может // Континент: литературный, публицистический и религиозный журнал: Избранное / гл. ред. И. И. Виноградов. — М. : АНО «Независимая редакция журнала „Континент“». — Т. 3: № 149, 2011, № 3: Июль-сентябрь : Религия. Гнозис. — 2011. — 911 с. — С. 31-36
- На смерть папы Иоанна Павла II // Вестник Европы. 2005. — № 15.
- Свет во тьме светит. Размышления о Евангелии от Иоанна. М: Е-Моушн, 2005. — 208 с.
- «Жить, ощущая себя исцеленным…» // Христианос. 2005. Вып. XIV. — С. 137—139.
- Проповедь на Успение Пресвятой Богородицы, 28 августа 2004 года // Христианос. 2005. Вып. XIV. — С. 139—142.
- Non omnis moriar («Весь я не умру») // Христианос. Вып. XIV. 2005. — С. 233—240.
- Laudate Dominum // Христианос: альманах. — Рига : Международный Благотворительный фонд им. Александра Меня, 2006. — № 15. — С. 44-51.
- «О соединении всех» // Вестник Европы. 2007. — № 21. — С. 197—202.
- Иисусова молитва // Христианос: альманах. — Рига : Международный Благотворительный фонд им. Александра Меня, 2007. — № 16. — С. 221—236
- Христианство и современное гуманитарное сознание: сущность предмета религиоведения // Христианос. 2008. Вып. XVII. — С. 294—312.
- Послесловие // Аман И. Отец Александр Мень: «Люди ждут слова…». — М.: Вагриус, 2008. — С. 165—191.
- Кандудина Н. Мы — подарок друг другу: беседа с о. Георгием Чистяковым // Дорога вместе. 2008. — № 3 (32). — С. 2-5 (беседа 2003 года, опубликована в газете «Свет Евангелия»).
- Службы Рождества Христова в латинском обряде // Слово и музыка: материалы научных конференций памяти А. В. Михайлова. М., 2008. Вып. 2. — С. 214—220.
- Antonella, ti amo. Luigi // Жам. Армянское время. 2009. — № 1. — С. 6-9.
- La discesa agli inferi (trad. Giovanni Guaita) // Nuova Umanita. 2008. — № 4-5 (178—179). — P. 563—571.
- All’ombra di Roma (trad. Giovanni Guaita) // Nuova Umanita. 2008. — № 4-5 (178—179). — P. 572—580.
- «Мир спасает Чаша»: опыт служения архимандрита Тавриона // Христианос: альманах. — Рига : Международный Благотворительный фонд им. Александра Меня, 2008. — № 17. — С. 137—148
- «Да укрепит Вас Господь»: расшифровка аудиозаписей проповедей (январь 2002 — декабрь 2002). М.: Волшебный фонарь, 2009. — Вып. 3. — 224 с.
- «Да укрепит вас Господь!»: расшифровка аудиозаписей проповедей (2003 год). М.: Волшебный фонарь, 2010. Вып. 4.
- Если хочешь встретить Христа // Христианос. 2010. XIX. — С. 21-26.
- Первый христианский мученик постсоветской России // Христианос. 2010. XIX. — С. 46-58.
- Путь, что ведет нас к Богу. М.: Центр книги ВГБИЛ им. М. И. Рудомино, 2010.
- Свет во тьме светит: Размышления о Евангелии от Иоанна. М.: Весь мир, 2010.
- Литургический текст в римско-католической традиции как основа для музыкального воплощения // Точки. 2010. — № 3-4. — С. 133—249.
- «Да укрепит вас Господь!»: расшифровка аудиозаписей проповедей (2004 год). М.: Волшебный фонарь, 2011. Вып. 5.
- «Да укрепит вас Господь!»: расшифровка аудиозаписей проповедей (2005—2007). М.: Волшебный фонарь, 2011. Вып. 6.
- Место для встречи // Христианос. 2011. XX. — С. 84-95.
- Путевой блокнот. М.: Центр книги Рудомино, 2013.
- О нагорной проповеди // Новозаветные исследования: проблемы и перспективы. М.: РГГУ, 2014. — С. 192—242.
- Нисхождение во ад. Почему Бог попускает страдание и смерть? // От смерти к жизни: как преодолеть страх смерти. М., 2015. — С. 3-12.
  - Нисхождение в ад // Миссия: альманах / ред., сост. О. Полюнов. — Саратов : Библейско-богословский просветительский центр, 2005. — 217 с. — С. 118—124
  - Нисхождение во ад // Пантелеимон (Шатов), еп. Больничный священник. М., 2018. — С. 210—221.
- Проповедь 10 сентября 2000 года // На пороге бессмертия. Последние встречи с отцом Александром Менем. М.: Центр книги Рудомино, 2015. — 190 с.
- Нисхождение во ад // «Значит, нету разлук. Существует громадная встреча…». М.: Издательский дом «Никея», 2016. — С. 120—129.
- Страдание и боль: размышления священника // «Значит, нету разлук. Существует громадная встреча…». М.: Издательский дом «Никея», 2016. — С. 130—134.
- О страдании // «Значит, нету разлук. Существует громадная встреча…». М.: Издательский дом «Никея», 2016. — С. 135—140.
- О доме на камне и доме на песке // «Значит, нету разлук. Существует громадная встреча…». М.: Издательский дом «Никея», 2016. — С. 141—145.
- Умирание или эвтаназия // «Значит, нету разлук. Существует громадная встреча…». М.: Издательский дом «Никея», 2016. — С. 146—152.

книги
- Римские поэты. Учебное пособие по латинскому языку для студентов (1-2 курсов). М., 1986.
- Тебе поём... (Молитвенная поэзия). — М.: Знание, 1992. — 52 с. — («Мир искусств»; № 4). — 35 442 экз. — ISBN 5-07-002390-X.
- Размышления с Евангелием в руках. — М.: Путь, 1996, 1997. — 124 с. — 2000 экз.
- Чистяков Г. П. На путях к Богу живому. — М.: Путь, 1999. — 174 с. — ISBN 5-86748-070-4.
- Над строками Нового Завета. — М.: Истина и Жизнь, 1999, 2002. — 340 с. — ISBN 5-88403-031-2.
  - Над строками Нового Завета. М.; СПб.: Центр гуманитарных инициатив, 2015. — 400 с.
  - Над рядками Нового Завіту. Львів: Свічадо, 2005. — 328 с.
- Свет во тьме светит. Размышления о Евангелии от Иоанна. — М.: Рудомино, Е-Моушен, 2001, 2005. — 287 с. — ISBN 5-7380-0152-4.
- Господу помолимся. Размышления о церковной поэзии и молитве. — М.: Рудомино, 2001. — 174 с. — ISBN 5-7380-0155-9.
- В поисках вечного града. — М.: Путь, 2001, 2003. — ISBN 5-86748-070-4.
- Римские заметки / All'ombra Di Roma. — М.: Рудомино, 2003. — 158 с. — ISBN 5-7380-0196-6.
  - Римские заметки. М.: Рудомино, 2007. — 148 с.
  - Римские заметки. М.: Рудомино, 2007 (дополнительный тираж по заказу храма Космы и Дамиана в Шубине).
  - Римские заметки. Харьков: CARMINA, 2008. — 176 с. (контрафактное издание).
- Методические рекомендации по работе центров толерантности в вузах и средних учебных заведениях России / сост. Г. П. Чистяков. М.: Рудомино, 2004.
- Да укрепит вас Господь! Расшифровка аудиозаписей проповедей. Выпуски 1 - 6. Январь 2000 - март 2007. — М.: Волшебный фонарь, 2008—2011.
- Путь, что ведёт нас к Богу (сб. статей и выст.) / сост. Н. Ф. Измайлова, Т. А. Прохорова. — М.: Всероссийская государственная библиотека иностранной литературы им. М. И. Рудомино, 2010. — 336 с. — ISBN 978-5-7380-0350-9.
- Пятикнижие: дорога к свободе / сост. Н. Ф. Измайлова. — М.: Центр книги, 2011. — 416 с. — ISBN 978-5-7380-0388-2.
- Путевой блокнот / сост. Н. Ф. Измайлова, — М.: Центр книги Рудомино, 2013. — 256 с. — ISBN 978-5-91922-017-6.
- Самим собой остается только человек / сост. Н. Ф. Измайловой и Т. А. Прохоровой, предисл. Е. Б. Рашковского, коммент. Т. А. Прохоровой, — М.: Центр книги Рудомино, 2015. — 224с. — ISBN 978-5-00087-057-0.
- Над строками Нового Завета / Сост. П. Г. Чистяков. М.; СПб.: Центр гуманитарных инициатив, 2015. — 400 с. — ISBN 978-5-98712-531-1.
- Свет во тьме светит / Сост. П. Г. Чистяков. М.; СПб.: Центр гуманитарных инициатив, 2015. — 320 с. — ISBN 978-5-98712-533-5.
  - Свет во тьме светит. Изд. 2-е, дополненное. М.; СПб.: Центр гуманитарных инициатив, 2018. — 344 с. — ISBN 978-5-98712-811-4.
- С Евангелием в руках / Сост. П. Г. Чистяков. М.; СПб.: Центр гуманитарных инициатив, 2015. — 416 с. — ISBN 978-5-98712-532-8.
- Труды по античной истории / Сост. П. Г. Чистяков. М.; СПб.: Центр гуманитарных инициатив, 2016. — 320 с. — ISBN 978-5-98712-534-2.
- Беседы о Данте. — М.: Центр книги Рудомино, 2016. — 224 с. — ISBN 978-5-00087-101-0.
- Библейские чтения: Пятикнижие / Сост. П. Г. Чистяков. — М.; СПб.: Центр гуманитарных инициатив, 2016. — 352 с. — ISBN 978-5-98712-689-9.
- Библейские чтения: Апостол / Сост. П. Г. Чистяков. М.; СПб.: Центр гуманитарных инициатив, 2017. — 388 с. — ISBN 978-5-98712-753-7.
- Беседы о литературе: Запад / Сост. П. Г. Чистяков, К. Т. Сергазина. М.; СПб.: Центр гуманитарных инициатив, 2017. — 400 с. — ISBN 978-5-98712-808-4.
- Беседы о литературе: Восток / Сост. П. Г. Чистяков, К. Т. Сергазина. М.; СПб.: Центр гуманитарных инициатив, 2018. — 432 с. — ISBN 978-5-98712-859-6.
- В поисках Вечного града. О встрече с Христом. М.: Никея, 2019.
- Библейские чтения: Новый Завет. — М.; СПб.: Центр гуманитарных инициатив, 2020. — 400 с. — ISBN 978-5-98712-918-0.
- Размышления о богослужении. — М.; СПб.: Центр гуманитарных инициатив, 2020. — 404 с. — ISBN 978-5-98712-764-3.
- Post scriptum. — М.; СПб.: Центр гуманитарных инициатив, 2022. — 432 с. — ISBN 978-5-98712-277-8.